# 汪忠增
汪忠增，安徽人，是一名清朝政治人物。拔贡出身。
汪忠增曾于1836年接替阳金城任苏松道道员一职，1837年由周祖植接任。